# 宮崎真汐
宮崎 真汐（みやざき ましお、1985年5月8日 - ）は、東京都出身のスポーツライター、元女優。本名は平岡 真汐（ひらおか ましお、旧姓：宮崎）。かつてはムーン・ザ・チャイルドに所属していた。夫は柔道家の平岡拓晃。

## 経歴
1999年から2003年まで、人気昼ドラマシリーズ『キッズ・ウォー』で川野太郎演じる今井大介の実の娘・里香を演じた。
淑徳与野高等学校、東洋大学文学部インド哲学科卒業。
『谷亮子と同じ身長』という理由で、柔道に興味を持ち、大学在学中から柔道専門誌で記者の仕事を始める。更に出身校・東洋大学スポーツ新聞編集部に所属していた。
大学卒業と同時に芸能界を引退。『書くことを仕事にしよう』と決意し、スポーツライターの道へ。柔道の他に、相撲・レスリング・プロレスを得意としている。
2011年3月、北京五輪柔道男子60キロ級代表の平岡拓晃と妊娠7ヶ月でできちゃった結婚したことを日刊スポーツで報じられ、ブログで同年1月1日に結婚したことを正式に報告した。同年6月2日、第一子となる長女（花奈）を出産した。出会いは、2009年12月の代表合宿の取材で知り合った。

## 出演

### テレビドラマ
- キッズ・ウォーシリーズ（中部日本放送制作・TBS系）いずれも今井里香役。
  - キッズ・ウォー 〜ざけんなよ〜（1999年8月2日 - 9月24日）
  - キッズ・ウォー2 〜ざけんなよ〜（2000年5月29日 - 7月28日）
  - キッズ・ウォー3 〜ざけんなよ〜（2001年7月30日 - 9月28日）
  - キッズ・ウォースペシャル 〜ざけんなよ〜（2002年7月20日）
  - キッズ・ウォー4 〜ざけんなよ〜（2002年9月30日 - 11月22日）
  - キッズ・ウォースペシャル 〜愛こそすべてだ!〜 ざけんなよ（2002年12月25日）
  - キッズ・ウォー5 〜ざけんなよ〜（2003年7月28日 - 9月26日）
  - キッズ・ウォースペシャル 〜これでファイナル!ざけんなよ〜（2003年11月28日）
- LOVE&PEACE（1998年、日本テレビ）
- BS年始スペシャル 夢みる惑星（2000年、NHK） - 千佳役

### テレビCM
- カゴメ トマトケチャップ
- ミツカン ミツカン酢
- ソニー・コンピュータエンタテインメント PlayStation
- 福岡市 同和問題啓発月間
- 東京ニュース通信社 TVガイド「私の定番」篇

### Vシネマ
- 呪怨（2000年、東映ビデオ） - 宗村絵美 役